# Priacanthiformes
Die Priacanthiformes sind eine Knochenfischordnung aus der Gruppe der Barschverwandten (Percomorphaceae). Zu ihr gehören zwei äußerlich sehr verschiedene, im Meer lebende Fischfamilien:
- die Großaugenbarsche (Priacanthidae) mit vier Gattungen und 19 Arten und
- die Bandfische (Cepolidae) mit fünf Gattungen und 45 Arten in zwei Unterfamilien.

Die nahe Verwandtschaft dieser äußerlich sehr verschiedenen Gruppen gründet sich auf molekularbiologische Untersuchungen und wird nicht durch morphologische Merkmale der adulten Fische gestützt. Die Großaugenbarsche haben einen gedrungenen, seitlich abgeflachten, mäßig hochrückigen Körper; die Bandfische der Unterfamilie Owstoniinae sind dagegen wesentlich gestreckter, die Bandfische der Unterfamilie Cepolinae sind sogar bandförmig langgestreckt, ähnlich wie die nicht verwandten Riemenfische (Regalecidae), mit einem Flossensaum, der aus den zusammengewachsenen Rücken-, After- und Schwanzflossen gebildet wird. Leis und Carson-Eward stellten in ihrem im Jahr 2000 publizierten Buch über die Larvenstadien der küstennah lebenden indopazifischen Meeresfische jedoch fest, dass sich die Larven der zwei Fischfamilien so sehr ähneln, dass sie verwechselt werden können.
Die Bezeichnung Priacanthiformes wurde im Jahr 1871 durch den niederländischen Ichthyologen Pieter Bleeker erstmals verwendet. Er benutzte den Begriff für eine Unterfamilie der Barsche (Percoides) mit den Großaugenbarschgattungen Priacanthus und Pseudopriacanthus (heute ein Synonym von Priacanthus). Sowohl die Bandfische als auch die Großaugenbarsche wurden für lange Zeit als Familien der in ihrer ursprünglichen Zusammensetzung nicht monophyletischen Ordnung der Barschartigen (Perciformes) zugeordnet. Ricardo Betancur-R, ein Spezialist für die Systematik der Knochenfische, und seine Mitarbeiter fanden in ihren auf DNA-Vergleichen beruhenden Studien zur Knochenfischsystematik eine Wahrscheinlichkeit von 98 bis 100 %, dass Großaugenbarsche und Bandfische Schwestergruppen sind und revalidierten die Bezeichnung Priacanthiformes als Bezeichnung für die Klade der beiden Familien, diesmal allerdings im Rang einer Ordnung, wie es für Taxa mit der Endung -formes heute üblich ist.
Mit der 2021/22 erfolgten Zuordnung der Großaugenbarsche und der Bandfische zu den Doktorfischartigen (Acanthuriformes) wurde die Ordnung Priacanthiformes obsolet.

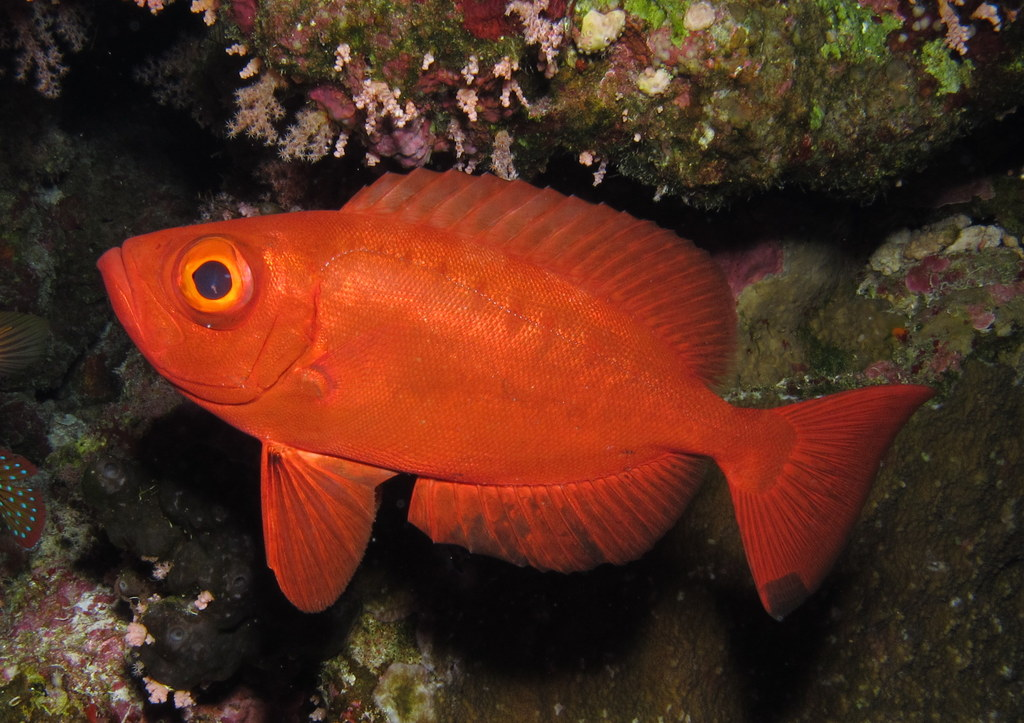
Riff-Großaugenbarsch (Priacanthus hamrur)
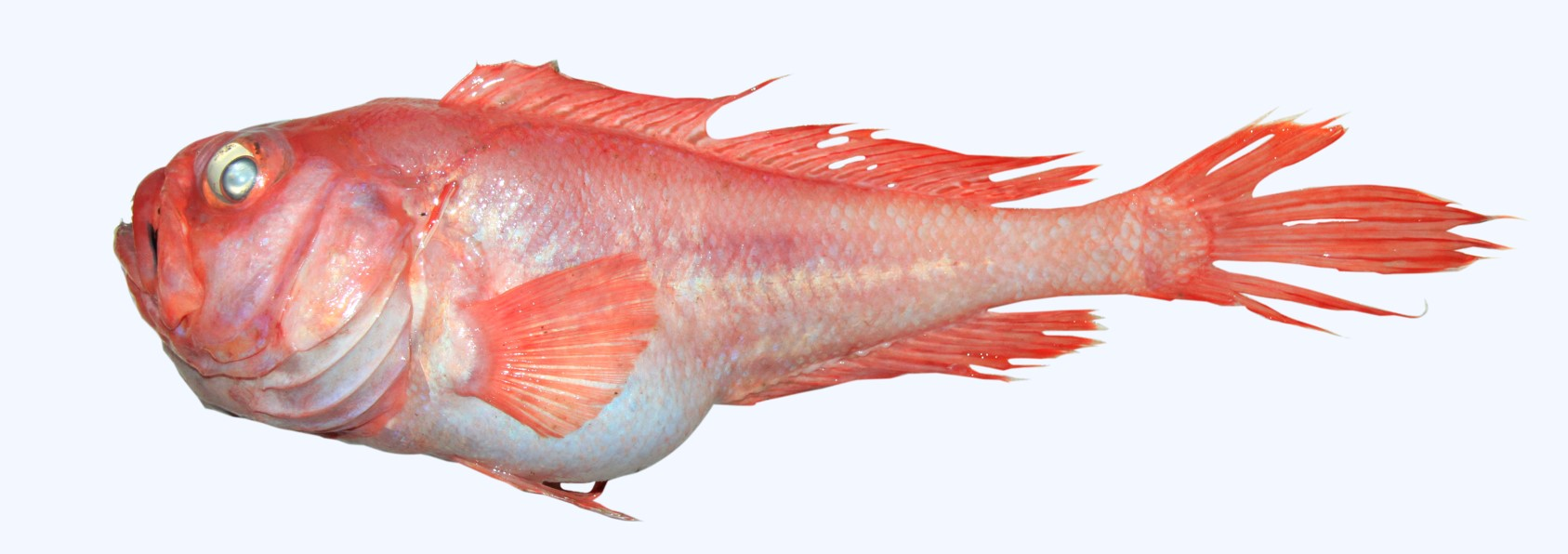
Owstonia kamoharai, ein Bandfisch aus der Unterfamilie Owstoniinae
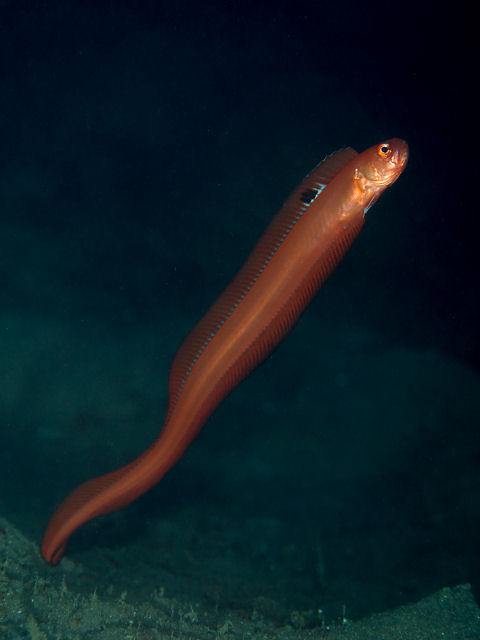
Acanthocepola limbata, ein Bandfisch aus der Unterfamilie Cepolinae

## Belege
1. 1 2  Ricardo Betancur-R, Edward O. Wiley, Gloria Arratia, Arturo Acero, Nicolas Bailly, Masaki Miya, Guillaume Lecointre und Guillermo Ortí: Phylogenetic classification of bony fishes. BMC Evolutionary Biology, BMC series – Juli 2017, DOI: 10.1186/s12862-017-0958-3
2. ↑  Jeffrey Leis, Brooke Carson-Eward: The larvae of Indo-Pacific coastal fishes. An identification guide to marine fish larvae. Fauna Malesiana Handbooks 2: Brill; 2000, ISBN 978-90-04-13650-2. S. 292.
3. ↑  Pieter Bleeker (1871): Atlas ichthyologique des Indes Orientales Néêrlandaises, publié sous les auspices du Gouvernement colonial néêrlandais. Tome VII. Percoides I, Priacanthiformes, Serraniformes, Grammisteiformes, Percaeformes, Datniaeformes. V. 7: 1–126, Pls. 279–320.
4. ↑  
Alex Dornburg und Thomas J. Near: The Emerging Phylogenetic Perspective on the Evolution of Actinopterygian Fishes. Annual Review of Ecology, Evolution, and Systematics, Vol. 52:427-452 (November 2021), doi: 10.1146/annurev-ecolsys-122120-122554
5. ↑  
Eschmeyer’s Catalog of Fishes - Classification
6. ↑  
Ava Ghezelayagh, Richard C. Harrington, Edward D. Burress, Matthew A. Campbell, Janet C. Buckner, Prosanta Chakrabarty, Jessica R. Glass, W. Tyler McCraney, Peter J. Unmack, Christine E. Thacker, Michael E. Alfaro, Sarah T. Friedman, William B. Ludt, Peter F. Cowman, Matt Friedman, Samantha A. Price, Alex Dornburg, Brant C. Faircloth, Peter C. Wainwright, Thomas J. Near: Prolonged morphological expansion of spiny-rayed fishes following the end-Cretaceous. Nature Ecology & Evolution (Juli 2022), doi: 10.1038/s41559-022-01801-3